# Río Guadalmena
El río Guadalmena, también llamado río Horcajo, es un río del sur de España, un afluente del río Guadalimar, afluente a su vez del río Guadalquivir. Conocido durante el califato, por autores andalusíes como Xams al-Din o Abu-l-Fida, y quizá por ser el curso más al norte de este, como "Guadalquivir Viejo".

## Curso
El río Guadalmena nace en la Sierra de Alcaraz, de la unión de los ríos La Mesta (de Alcaraz) y Escorial, en el paraje de Los Batanes, provincia de Albacete. Después entra en la provincia de Jaén, sirviendo de divisoria entre esta y la provincia de Ciudad Real donde abastece al embalse del Guadalmena, de 346 hm³.
Sus principales afluentes son: 
- Margen izquierda:Río de Salobre, con sus afluentes río de Angorrilla y río del Ojuelo, río de la Mesta o río Casas (de Villapalacios), río Turrunchel de Bienservida y río Herreros.
- Margen derecha:Río del Horcajo, que recoge también las aguas del río de Cortes; río de Povedilla y río de Villanueva .

## Flora y fauna
La cuenca del Guadalmena presenta un relieve abrupto que limita la accesibilidad al territorio de modo que ha contribuido a mantener un elevado grado de naturalidad que permite el asentamiento de importantes poblaciones de flora de monte mediterráneo y de fauna, entre las que se encuentran tanto especies amenazadas como cinegéticas como el águila imperial ibérica (Aquila adalberti), el lince ibérico (Lynx pardinus), el lobo (Canis lupus), el jabalí (Sus scrofa), el zorro (Vulpes vulpes), el ciervo (Cervus elaphus) o el gamo (Dama dama). Junto a la Sierra del Relumblar y la Sierra de Guadalmena, este territorio ha sido declarado Zona de Especial Conservación del lince.